# Butkovec
Butkovec falu Horvátországban Varasd megyében. Közigazgatásilag Breznički Humhoz tartozik.

## Fekvése
Varasdtól 24 km-re délre, községközpontjától 1 km-re nyugatra fekszik.

## Története
A falunak 1857-ben 164, 1910-ben 284 lakosa volt. 1920-ig Varasd vármegye Novi Marofi járásához tartozott. 2001-ben 69 háztartása és 209 lakosa volt.

## Külső hivatkozások
- Breznički Hum község hivatalos oldala